# Piper lanceolatum
Piper lanceolatum är en pepparväxtart som beskrevs av Ruiz & Pav.. Piper lanceolatum ingår i släktet Piper och familjen pepparväxter. Inga underarter finns listade i Catalogue of Life.